# Cupaniopsis squamosa
Cupaniopsis squamosa är en kinesträdsväxtart som beskrevs av F. Adema. Cupaniopsis squamosa ingår i släktet Cupaniopsis och familjen kinesträdsväxter. Inga underarter finns listade i Catalogue of Life.